# Robby Schlund
Robby Schlund (* 19. Februar 1967 in Gera) ist ein deutscher Politiker (seit 2023 CDU, bis 2021 AfD). Er war von 2017 bis 2021 Mitglied des Deutschen Bundestages.

## Leben und Beruf
Nach dem Abitur 1985 in Gera nahm Schlund ein Studium an der Offiziershochschule der Landstreitkräfte „Ernst Thälmann“ der Nationalen Volksarmee der DDR auf. Nach 1989 studierte er bis 1996 Medizin an der Friedrich-Schiller-Universität Jena. Die Ausbildung zum Facharzt für Orthopädie schloss er 2003 ab und war anschließend als Stationsarzt an der Kurklinik in Bad Lobenstein, später als Chefarzt in einem Gesundheitstreff in Gera, tätig. 2006 eröffnete er eine eigene Praxis in Gera und absolvierte 2007 eine Weiterbildung für Manuelle Medizin bei der Ärztevereinigung für Manuelle Medizin. Nachdem seine Praxis 2011 im Medizinischen Versorgungszentrum des SRH Wald-Klinikums aufgegangen war, schied er 2016 aus und eröffnete erneut eine eigene orthopädische Privatpraxis in Gera. 2015 wurde Schlund an der Universität Jena mit der Arbeit Standardisierung kapillarmikroskopischer Untersuchungen in der Angiologie zum Dr. med. promoviert.
Schlund ist verheiratet und hat drei Kinder.

## Partei
Schlund war nach eigenen Angaben zeitweilig Mitglied der FDP und trat 2013 kurz nach ihrer Gründung der AfD bei. Nach eigener Aussage gab der AfD-Mitbegründer Joachim Starbatty, den er 2012 bei einem Vortrag in Moskau erlebt hatte, den Ausschlag für sein Interesse an der Partei. Von 2016 bis 2018 gehörte Schlund dem Landesvorstand der AfD in Thüringen an.
Am 16. Juni 2021 hatte der Vorstand des AfD-Kreisverbandes Altenburger Land/Greiz ein Parteiausschlussverfahren gegen Schlund beschlossen. Im Oktober 2021 trat er aus der Partei aus.
Seit Herbst 2023 ist Schlund Mitglied der CDU. Auf der Kreistagsliste der CDU zur Kommunalwahl 2024 in Greiz wurde Schlund auf Platz 21 gewählt.

## Abgeordneter
Schlund war 2017 bis 2021 Mitglied des Deutschen Bundestages. Dort war er Obmann der AfD-Bundestagsfraktion im Parlamentarischen Begleitgremium Covid-19-Pandemie und im Unterausschuss Abrüstung, Rüstungskontrolle und Nichtverbreitung sowie ordentliches Mitglied im Ausschuss für Gesundheit.
Zur Bundestagswahl 2017 wurde er über Platz 4 der AfD-Landesliste in den Deutschen Bundestag gewählt. Er trat zudem als Direktkandidat im Bundestagswahlkreis Gera – Greiz – Altenburger Land an und erhielt 27,3 % der Erststimmen. Im Wahlkampf bekannte er sich zum Parteiflügel um Alexander Gauland und Björn Höcke.
Für die Bundestagswahl 2021 wurde Schlund auf Platz 6 der AfD-Landesliste in Thüringen gewählt, als Direktkandidat in einem Wahlkreis trat er nicht an. Er verfehlte den Einzug in den Bundestag über die Liste.

## Kontroversen
2017 posierte Schlund mit einer Flagge der sogenannten „Volksrepublik Donezk“, welche in der Bundesrepublik Deutschland als terroristische Vereinigung eingestuft wird.
Nach Angaben einer Studie des Jenaer Instituts für Demokratie und Zivilgesellschaft der Amadeu-Antonio-Stiftung arbeitete Schlund 2018 auch mit dem Rechtsextremisten Christian Bärthel zusammen.
2019 fragte Schlund beim Direktor der Bundestagsverwaltung an, ob es die Möglichkeit der Eröffnung eines Abgeordnetenbüros in Moskau gebe. Wie correctiv auf Basis von Recherchen ukrainischer Nachrichtenquellen berichtet, hat Schlund sich im Bundestag für prorussische Positionen eingesetzt. Zum Beispiel setzte sich Schlund dafür ein, die Sanktionen gegen Russland aufzuheben. Dabei habe er Kontakte zu Organisationen gehabt, die vom russischen Geheimdienst kontrolliert wurden.
2020 ermittelte die Ärztekammer in Thüringen gegen Schlund, da dieser ein Transparent trug, auf welchem der Berliner Virologe Christian Drosten in Sträflingskleidung mit der Aufschrift „Schuldig“ zu sehen war. Am 10. Dezember 2020 hob der Bundestag Schlunds politische Immunität für die Durchführung eines berufsrechtlichen Ermittlungsverfahrens durch die Landesärztekammer Thüringen auf.
Im Dezember 2020 forderte Schlund im Deutschen Bundestag eine Kooperation mit Russland, um deren Impfstoff auch in Deutschland nutzen zu können. Außerdem forderte Schlund, dass die Bundesregierung mit „gutem Beispiel“ vorangehe und sich impfen lasse.